# Barbara Juliane Penzel
Barbara Juliane Penzel geb. Müller (* 20. Oktober 1636 in Nürnberg; † 1673 in Pfedelbach) war Dichterin im Pegnesischen Blumenorden.

## Leben und Werk
Schon früh fiel den Zeitgenossen die literarische Begabung der Tochter des Nürnberger Ratsschreibers Johann Christoph Müllner auf. Insbesondere die Lyrik des Martin Opitz bildete für sie das Vorbild. 1667 heiratete sie den Pfedelbachischen Hofdiakon Conrad Penzel (* 1642 † 1687), mit dem sie im selben Jahr aus ihrer Heimatstadt wegzog. Um die Mitte des Jahres 1668 wurde sie vom Präsidenten des Blumenordens, Sigmund von Birken, in die Dichtergesellschaft aufgenommen. Mit dem Ordenspräses blieb sie seither vornehmlich in brieflicher Verbindung, einige wenige Male besuchte sie ihn auch in ihrer alten Heimat. In den folgenden Jahren trug sie zu einigen Gelegenheitsschriften der Pegnitzschäfer sowie mit Widmungsgedichten zu Werken Birkens (Guelfis 1669 und Todes-Gedanken 1670) bei.
Durch ihren frühen Tod bedingt ist das – von den Zeitgenossen hoch geschätzte – literarische Œuvre Barbara Juliane Penzels sehr klein geblieben. Eine von Birken geplante Anthologie ihrer Gedichte fand nicht den Weg zu einer Publikation.